# 方信淵
方信淵（1965年2月21日—），中國國民黨籍高雄市議員，高雄市橋頭區人。

## 外部連結
- 方信淵簡介 （页面存档备份，存于）
- 方信淵 Facebook